# Kinematografia rosyjska

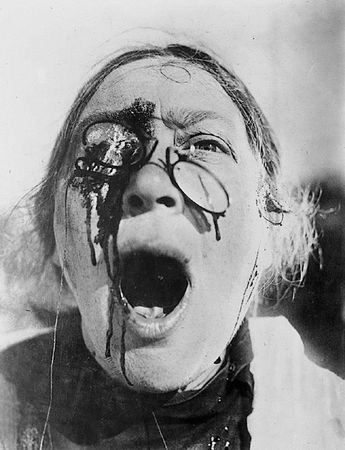
Kulminacyjna scena ze schodów odeskich w filmie Pancernik Potiomkin (1925) Siergieja Eisensteina.

Film rosyjski – rosyjska sztuka filmowa i przemysł filmowy powstały w czasach Imperium Rosyjskiego. W okresie radzieckim rosyjscy reżyserzy należeli do grona najbardziej wpływowych i innowacyjnych twórców filmowych. W 1919 aktor i reżyser Władimir Gardin otworzył w Moskwie WGIK, najstarszą uczelnię filmową na świecie. Podczas panelu krytyków filmowych i historyków kina przy okazji wystawy światowej w Brukseli w 1958, większość głosujących uznała radziecki Pancernik Potiomkin Siergieja Eisensteina za największe arcydzieło sztuki filmowej wszech czasów.

## Historia

### Film Rosji carskiej (do 1917)

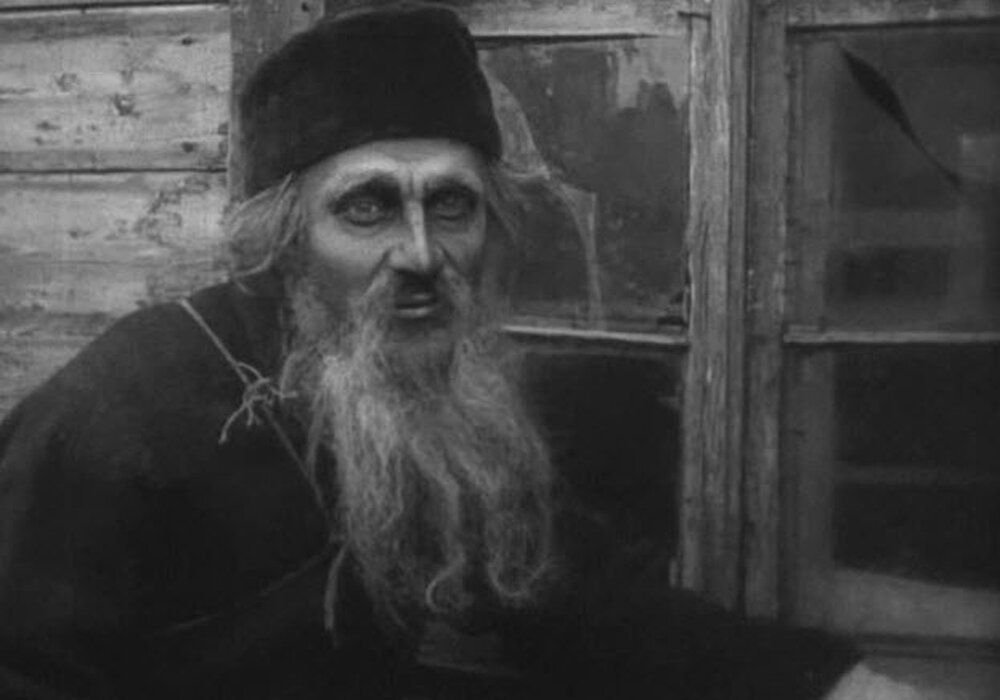
Iwan Mozżuchin w filmie Ojciec Sergiusz (1918) Jakowa Protazanowa.

Podczas kiedy na Zachodzie kino było przede wszystkim formą rekreacji i wypoczynku dla klasy pracującej, kinematografia rosyjska aż do wybuchu rewolucji w 1917 była rozrywką elity, dostosowaną do jej wymagań intelektualnych. Pierwsze filmy zostały wyświetlone w Rosji przez braci Lumière w 1896. W tym samym roku powstaje w Rosji pierwszy film uwieczniający koronację cara Mikołaja II na Kremlu autorstwa Camille Cerfa. W 1897 pojawiają się pierwsze filmy produkcji rosyjskiej o charakterze dokumentalnym. Do najważniejszych filmów z okresu Rosji carskiej należą m.in. Stieńka Razin (1908), Obrona Sewastopola (1911), Odejście wielkiego starca (1912) czy Ojciec Sergiusz (1918).

### Rosyjski film radziecki (1917-1945)

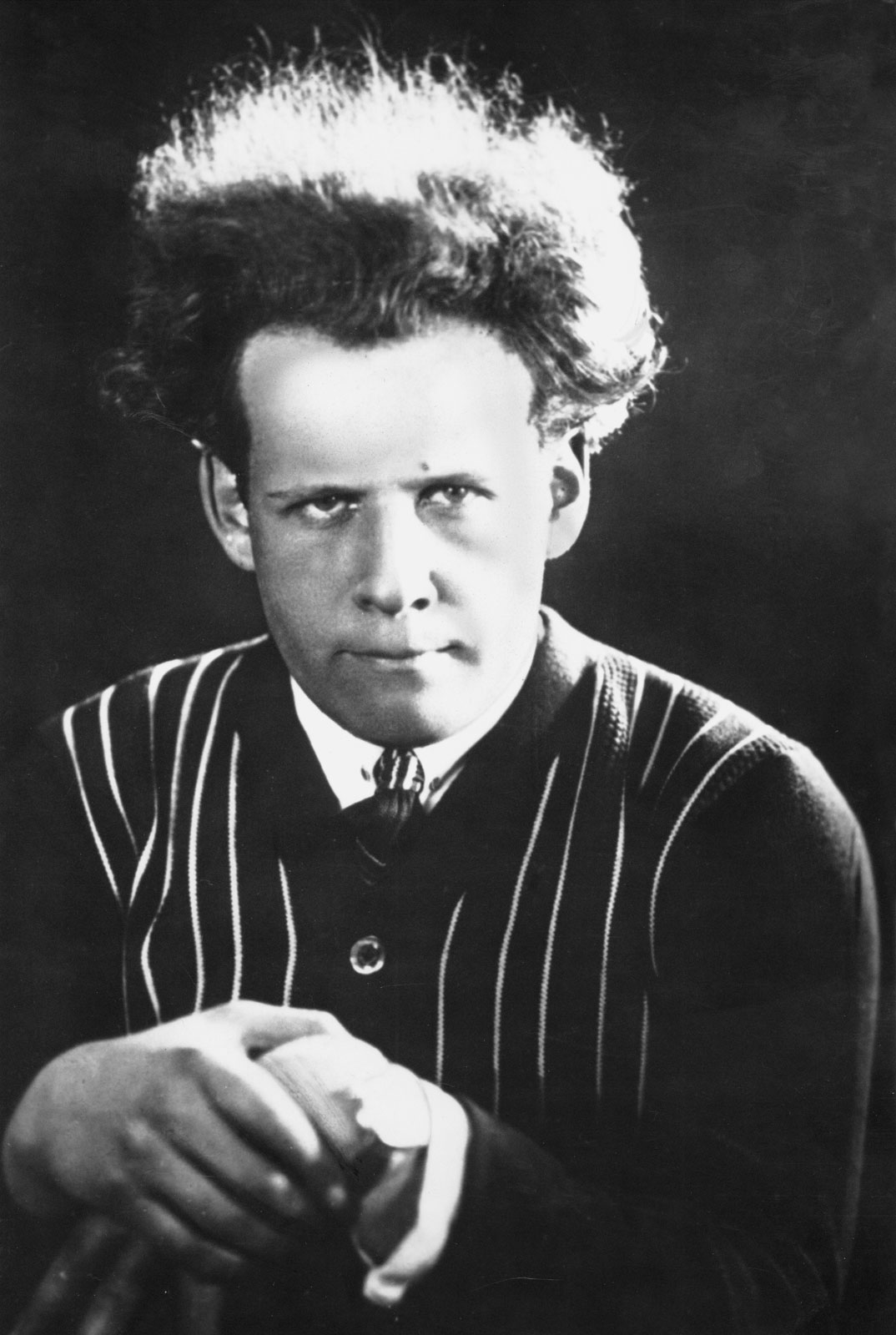
Reżyser Siergiej Eisenstein.

Za ojca radzieckiego kina uważa się Lwa Kuleszowa, reżysera i teoretyka sztuki, który w zasadniczy sposób wpłynął na powstanie i rozwój ww. uczelni. Kuleszow zasłynął też jako twórca komedii Niezwykłe przygody Mister Westa w krainie bolszewików (1924), obśmiewającej stosunek Amerykanów do ZSRR. W 1922 Dziga Wiertow wraz z członkami grupy Kino-Oko ogłosił radykalny manifest, negujący rozrywkowe kino zachodnie przedstawiające wyidealizowany świat burżuazji oraz postulujący filmowanie zwykłych, prostych ludzi.
Kino rosyjskie i później rosyjskojęzyczne kino radzieckie stało się po rewolucji lutowej jednym z najbardziej innowacyjnych ruchów kulturalnych, w rezultacie czego powstały takie wiekopomne dzieła jak np. Strajk (1924), Pancernik Potiomkin (1925), Matka (1926), Październik (1928) i Człowiek z kamerą (1929). Radzieccy twórcy filmowi, przede wszystkim Siergiej Eisenstein, Wsiewołod Pudowkin i Ołeksandr Dowżenko, należeli do grona najbardziej innowacyjnych i wpływowych reżyserów światowego kalibru. Nurt, który stworzyli ci twórcy, odbił się ogólnoświatowym echem i został ochrzczony radziecką awangardą.
Od 1932 zaczyna dominować promowany przez władze socrealizm. W okresie tym powstają jednak również wartościowe dzieła, takie jak biograficzny fresk Czapajew (1934) Siergieja i Gieorgija Wasiljewów czy komedia muzyczna Świat się śmieje (1934) Grigorija Aleksandrowa. W atmosferze zbliżającej się wojny oraz już w trakcie II wojny światowej Eisenstein nakręcił dwa wybitne dramaty historyczno-kostiumowe – Aleksander Newski (1938) oraz Iwan Groźny (1942-1946), mające głęboki wydźwięk polityczny.

### Rosyjski film radziecki (1946-1991)

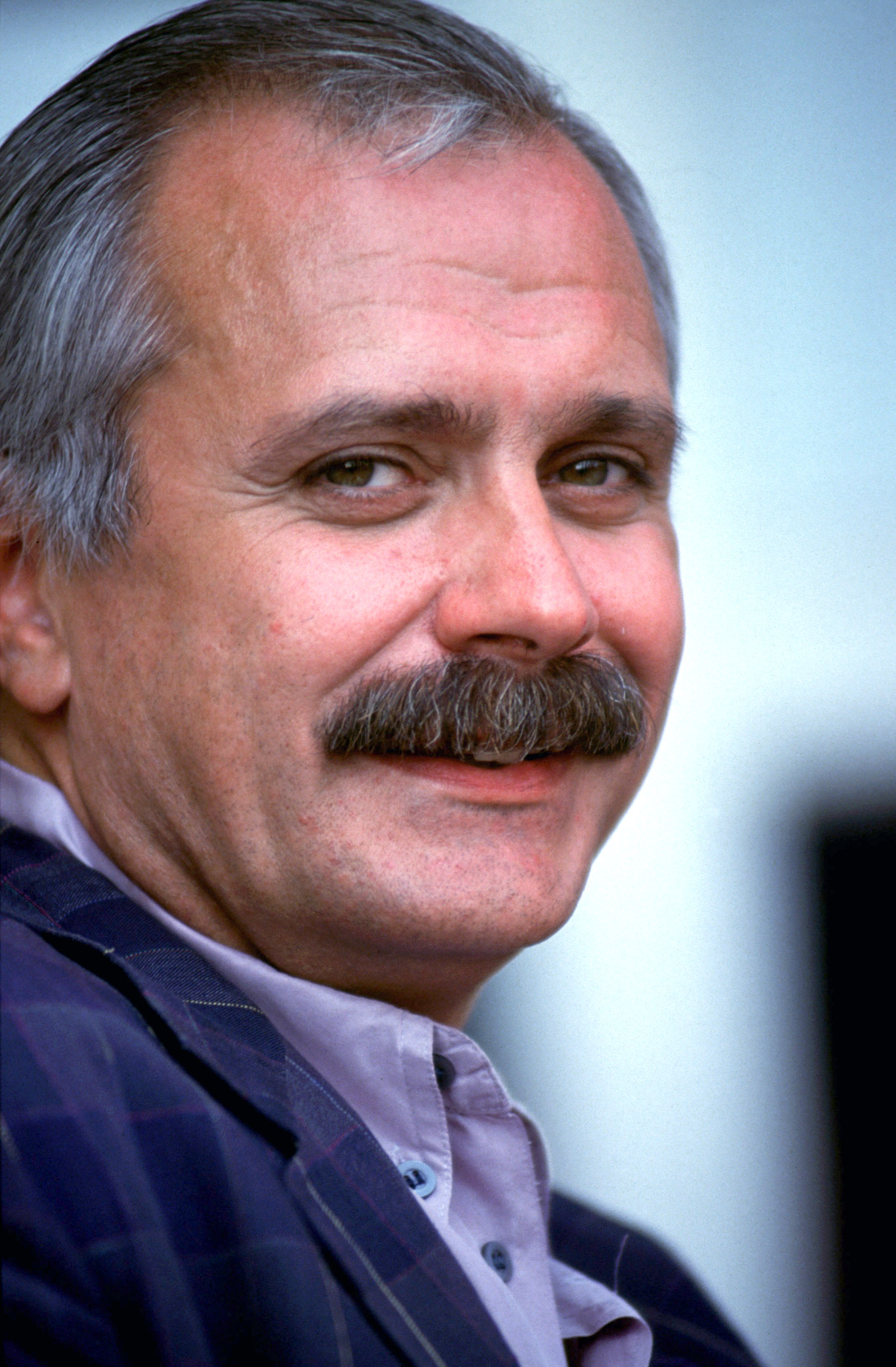
Reżyser i aktor Nikita Michałkow.

Chruszczowowska odwilż odbiła się szerokim echem w radzieckim kinie. Filmowcy zaczęli śmielej eksplorować tematy jeszcze niedawno spychane na margines, jak losy i uczucia indywidualnych ludzi, wplątanych w historyczne zawirowania, jak było to w filmach Lecą żurawie (1957) Michaiła Kałatozowa (Złota Palma na 11. MFF w Cannes), Ballada o żołnierzu (1959) Grigorija Czuchraja czy Los człowieka (1959) Siergieja Bondarczuka. Poruszono też temat wypaczeń okresu stalinowskiego, m.in. Czyste niebo (1961) Czuchraja. Dano dojść do głosu młodemu powojennemu pokoleniu, jak w Mam 20 lat (1965) Marlena Chucyjewa.
Lata 60. to czas, w którym dla rosyjskiego kina zaistniał jego bodaj największy mistrz. Andriej Tarkowski zadebiutował filmem Dziecko wojny (1962) i od razu zawojował 23. MFF w Wenecji, zdobywając główną nagrodę Złotego Lwa. Później powstał Andriej Rublow (1966), wstrzymany przez cenzurę, choć uważany za arcydzieło reżysera. W kolejnej dekadzie Tarkowski nakręcił filmy filozoficzne w konwencji science-fiction: Solaris (1972) i Stalker (1979). Najbardziej osobistym dziełem twórcy było zaś Zwierciadło (1975).
W 1965-1967 Siergiej Bondarczuk nakręcił monumentalną Wojnę i pokój (4 części), najdłuższy film radziecki i najdroższy film na świecie (po uwzględnieniu inflacji). Film zdobył Oscara dla najlepszego filmu nieanglojęzycznego jako pierwszy obraz w języku rosyjskim.
W kinie popularnym dominowały komedie Leonida Gajdaja i Eldara Riazanowa. Pierwszy z nich stworzył takie przeboje jak Operacja „Y”, czyli przypadki Szurika (1965), Kaukaska branka (1966), Brylantowa ręka (1968) i Iwan Wasiljewicz zmienia zawód (1973). Riazanow nakręcił m.in. kultową Ironię losu (1975) z Barbarą Brylską w roli głównej, Biurowy romans (1977) i Dworzec dla dwojga (1983). W 1969 Władimir Motyl nakręcił Białe słońce pustyni – pierwszy film z gatunku „ostern”. Film ten oglądany był przez radzieckich kosmonautów podczas lotów kosmicznych.
Lata 80. przyniosły rosyjskiemu kinu Oscara dla najlepszego filmu nieanglojęzycznego, którego zdobył Władimir Mieńszow za film Moskwa nie wierzy łzom (1980). Powstał wtedy również słynny wstrząsający film antywojenny Idź i patrz (1985) Elema Klimowa. Atmosferę pieriestrojki i wyzwolonej cielesności najlepiej oddał Wasilij Piczuł w filmie Mała Wiera (1988).

### Film rosyjski po 1991

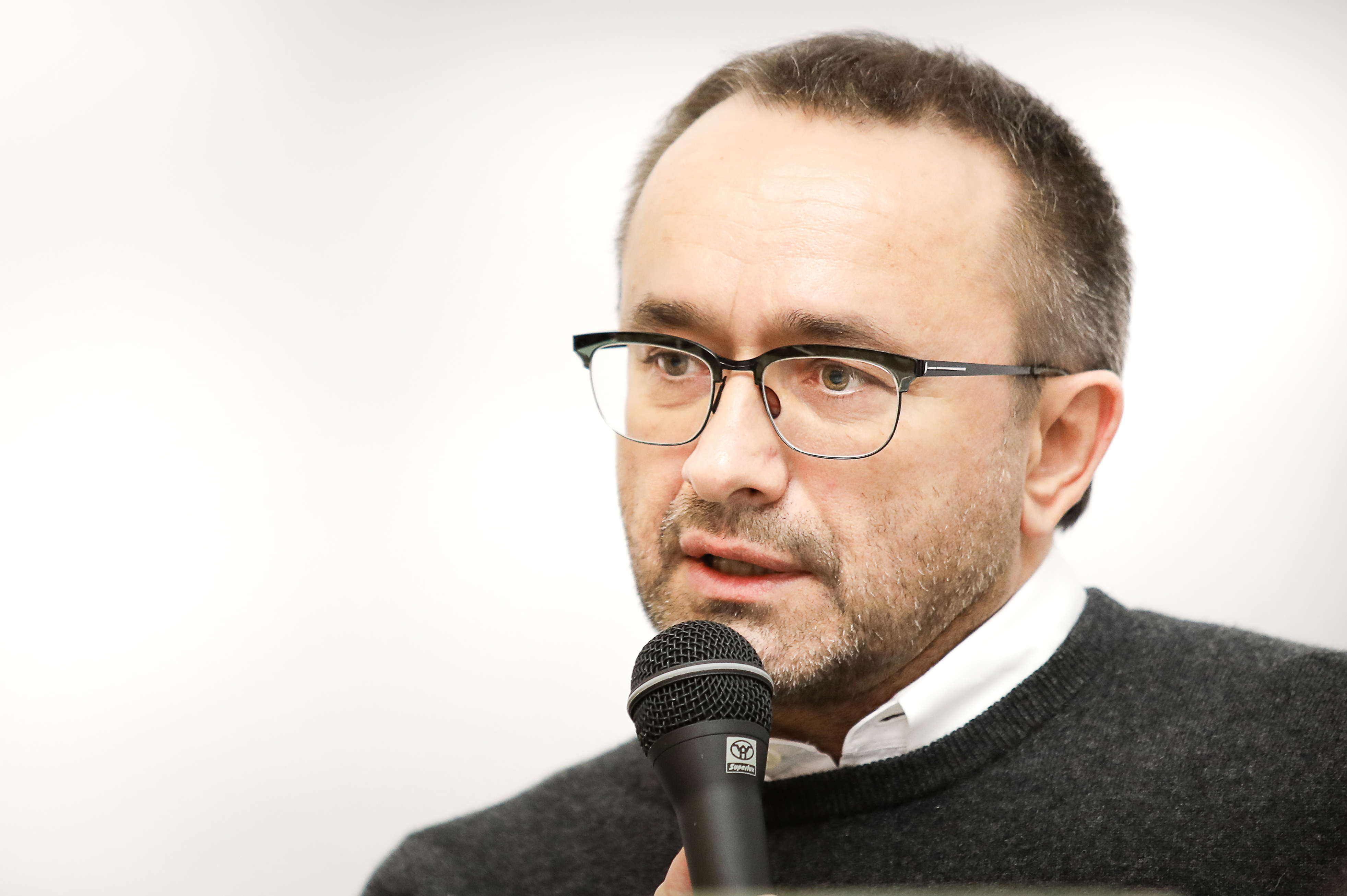
Reżyser Andriej Zwiagincew.

W przeciągu lat 80. i 90. pomimo zniesienia cenzury, kino rosyjskie przeżywało kryzys spowodowany drastycznymi cięciami w dotacjach państwowych. Na początku XXI w., wraz z polepszeniem się sytuacji gospodarczej w kraju, kino rosyjskie doznało odrodzenia. Poziom produkcji filmowej w Rosji w bardzo krótkim czasie osiągnął wyższy pułap od produkcji brytyjskiej lub niemieckiej. W 2007 dochody z kinematografii wyniosły 565 mln dolarów, o 37% więcej niż o rok wcześniej. Do najbardziej znanych filmów nakręconych po 1991 należą m.in. Spaleni słońcem (1994, Oscar dla najlepszego filmu nieanglojęzycznego), Cyrulik syberyjski (1998) i Dwunastu (2007) Nikity Michałkowa, Brat (1997) i Brat 2 (2000) Aleksieja Bałabanowa, Rosyjska arka (2002) Aleksandra Sokurowa oraz 9 kompania (2005) Fiodora Bondarczuka.
Za jedną z największych indywidualności kinematografii tego okresu uważa się Andrieja Zwiagincewa, którego film Powrót (2003) zdobył Złotego Lwa na 60. MFF w Wenecji. Jego kolejne, krytyczne względem Rosji obrazy, m.in. Elena (2011), Lewiatan (2014) i Niemiłość (2017), cieszyły się równie wielkim uznaniem, choć jednak bardziej poza ojczystym krajem.
Do twórców kształtujących kino artystyczne Rosji w XXI w. należą też m.in. Andriej Krawczuk (Italianiec, 2005), Anna Mielikian (Rusałka, 2007), Wiera Storożewa (Podróż ze zwierzętami domowymi, 2007), Kiriłł Sieriebriennikow (Dzień w Juriewie, 2008), Aleksiej Popogriebski (Jak spędziłem koniec lata, 2010), Angelina Nikonowa (Portret o zmierzchu, 2011), Aleksiej Fiedorczenko (Niebiańskie żony Łąkowych Maryjczyków, 2012), Jurij Bykow (Dureń, 2014) czy Boris Chlebnikow (Arytmia, 2017).